# Werner (cráter)

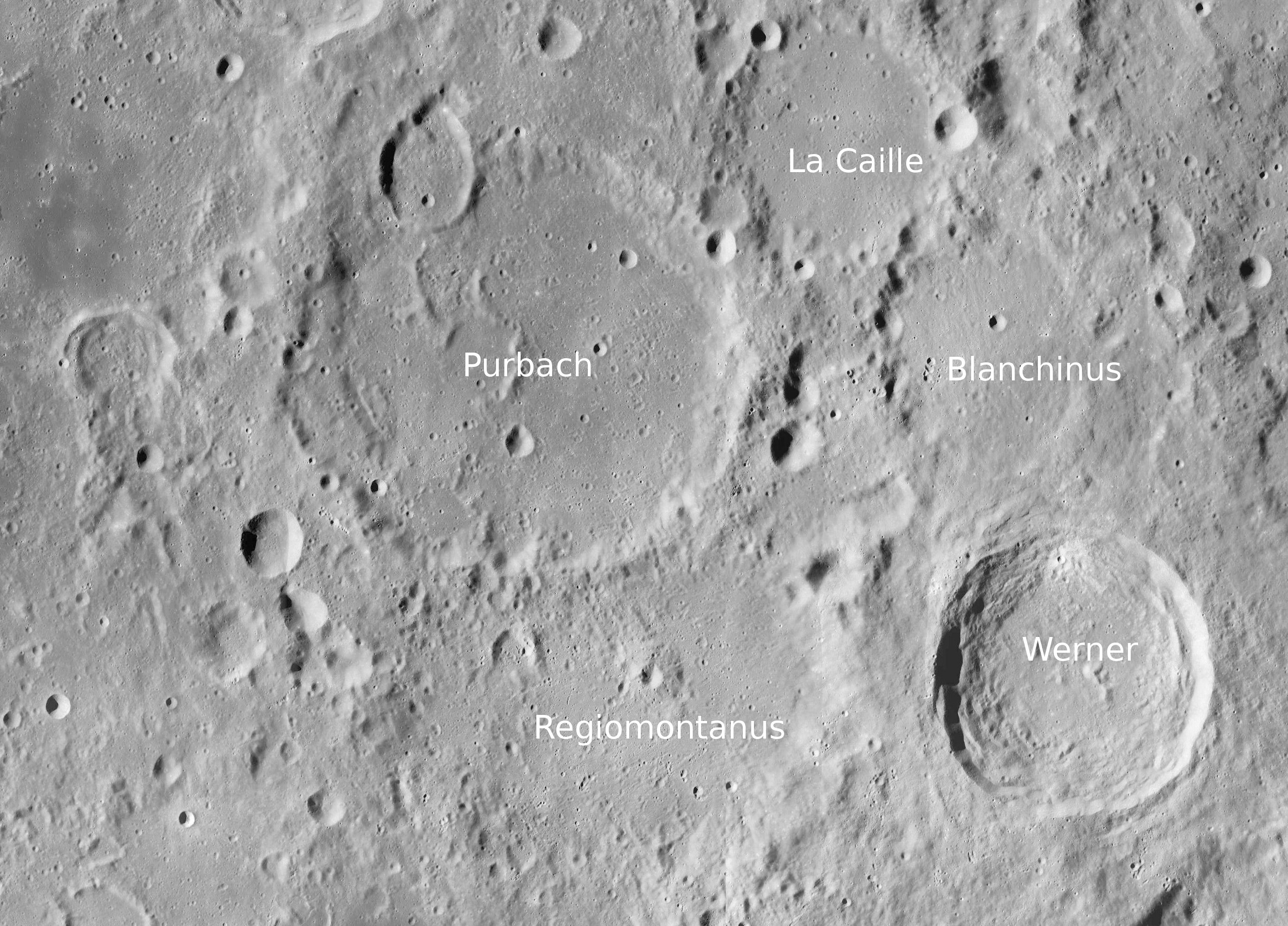
Fotografía de la misión Lunar Reconnaissance Orbiter

Werner es un prominente cráter de impacto que se encuentra en la accidentada zona sur-central de la Luna. Está casi unido con el cráter Aliacensis al sureste. La pareja forma un valle accidentado en la zona intermedia. Justo al oeste de Werner se localiza el distorsionado cráter Regiomontanus, y al norte se hallan los restos de Blanchinus. Pertenece al Período Eratosteniano, que duró desde hace entre 3200 y 1100 millones de años atrás.
|  |

El borde de Werner muestra poca apariencia de desgaste, y es mucho más reciente y menos erosionado que los otros grandes cráteres en los alrededores. La pared interior es aterrazada, con una muralla notable en el exterior. Presenta varias colinas bajas en el suelo del cráter y un pico central notable. Sus paredes altamente aterrazadas alcanzan alturas de casi 450 metros. El cráter tiene 70 kilómetros de diámetro y la diferencia de altura entre su borde y sus partes más profundas es de 4,2 kilómetros.
Cerca del cráter Werner se produce un efecto de claroscuro creado por los cráteres oscuros y sus bordes iluminados, visible durante varias horas antes de que el primer trimestre forme la X lunar.

## Nombres
Werner debe su nombre al matemático y astrónomo alemán del siglo XV Johannes Werner. Como muchos de los cráteres de la cara visible de la luna fue nombrado por Giovanni Riccioli (cuyo sistema de la nomenclatura 1651 se ha estandardizado), que eligió la denominación de Vernerus. Cartógrafos lunares anteriores le habían dado nombres diferentes: en el mapa de 1645 de Michael van Langren se llama "Eychstadi", en honor de Eichstadt, y Johannes Hevelius lo agrupó con Aliacensis y Blanchinus bajo el nombre de "Mons Antilibanus", en referencia a las Montañas del Antilíbano.

## Cráteres satélite

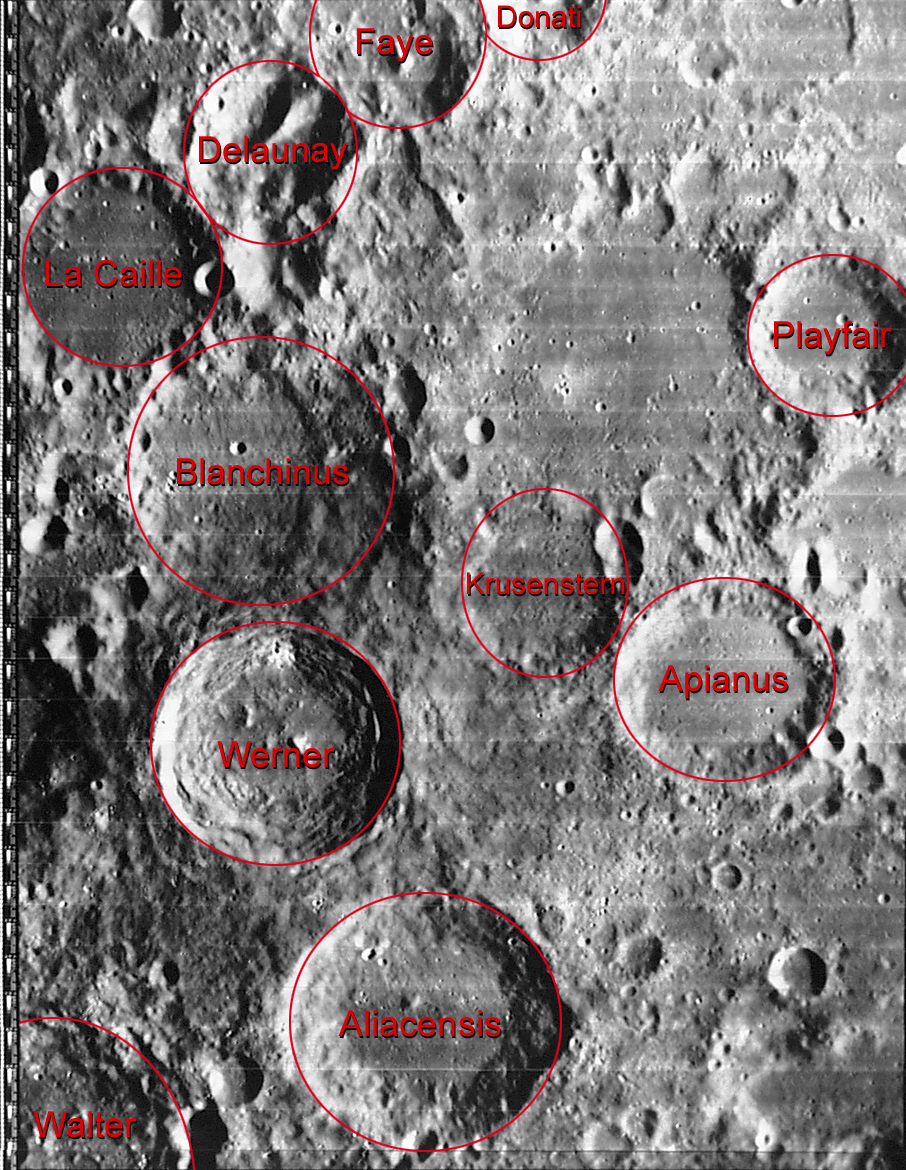
Entorno de Werner

Por convención estos elementos son identificados en los mapas lunares poniendo la letra en el lado del punto medio del cráter que está más cerca de Werner.
|        | \| Werner \| Coordenadas \| Diámetro \| \| ------ \| --------------------------- \| -------- \| \| A \| 27°12′S 1°06′E / -27.2, 1.1 \| 15 km \| \| B \| 26°12′S 0°42′E / -26.2, 0.7 \| 13 km \| \| D \| 27°06′S 3°12′E / -27.1, 3.2 \| 2 km \| \| E \| 27°24′S 0°48′E / -27.4, 0.8 \| 7 km \| \| F \| 25°48′S 0°48′E / -25.8, 0.8 \| 10 km \| \| G \| 27°36′S 1°18′E / -27.6, 1.3 \| 9 km \| \| H \| 26°36′S 1°30′E / -26.6, 1.5 \| 16 km \| |          |
| Werner | Coordenadas | Diámetro |
| A      | 27°12′S 1°06′E / -27.2, 1.1 | 15 km    |
| B      | 26°12′S 0°42′E / -26.2, 0.7 | 13 km    |
| D      | 27°06′S 3°12′E / -27.1, 3.2 | 2 km     |
| E      | 27°24′S 0°48′E / -27.4, 0.8 | 7 km     |
| F      | 25°48′S 0°48′E / -25.8, 0.8 | 10 km    |
| G      | 27°36′S 1°18′E / -27.6, 1.3 | 9 km     |
| H      | 26°36′S 1°30′E / -26.6, 1.5 | 16 km    |